# ویک فوئنتس
ویک فوئنتس (اسپانیایی: Vic Fuentes‎؛ زادهٔ ۱۰ فوریهٔ ۱۹۸۳) موسیقی‌دان اهل ایالات متحده آمریکا است.